# Bantahalli, Malur
Bantahalli là một làng thuộc tehsil Malur, huyện Kolar, bang Karnataka, Ấn Độ.